# 트리니다드섬
트리니다드섬(영어: Island of Trinidad)은 카리브해의 소앤틸리스 제도를 이루는 섬이다. 트리니다드 토바고의 본섬으로 수도 포트오브스페인이 있다.

## 같이 보기
- 트리니다드 토바고 요리